# Vodstroj
Vodstroj (in lingua russa Водстрой) è un microdistretto del distretto cittadino Traktorozavodskij di Volgograd, in Russia.